# Trochulus hispidus
Trochulus hispidus (лат.); улитка мохнатая — вид стебельчатоглазых лёгочных  улиток рода Trochulus семейства Гигромииды. Ранее был известен как Trichia hispida.

## Этимология
Родовое название — Trochulus — происходит от латинского trochus («обруч», «колесо», от греч. τροχός). Видовое название — hispidus — означает «мохнатый», «щетинистый». Народное название на многих языках (английском, немецком, украинском и пр.) дословно означает «волосатая улитка».

## Описание
Раковина низко коническая, уплощённая, с широким коническим или куполовидным завитком и 5-6 оборотами, тонко и неравномерно исчерченная. Последний оборот округлый или с лёгким углом, у устья слабо опущен. Высота раковины — 3-6 мм, ширина — 5-12 мм. Окраска коричневая, красновато- или серовато-бурая, иногда со слабой светлой полосой по периферии. Устье овальное, со слегка отвёрнутыми краями; внутри, на базальном крае, у взрослых экземпляров имеется белая губа, образующая толстую прямую радиальную складку. Пупок перспективный; вначале развёрнутый, затем резко сужается. В целом размеры, окраска, высота завитка, ширина пупка, количество волосков и т. д. у вида сильно варьируют.
Раковина покрыта тонкими, изогнутыми «волосками» длиной до 0,4 мм, которые представляют собой выросты периостракума — наружного тонкого слоя раковины, состоящего из белка конхиолина. У взрослых особей они постепенно стираются и утрачиваются, однако на их месте остаются рубцы, хорошо заметные под увеличением. Кроме того, у экземпляров с волосками, стёртыми на поверхности раковины, они обычно остаются внутри пупка. Предназначение этих волосков достоверно не известно; выдвигаются различные гипотезы. В частности, предполагается, что они обеспечивают лучшее сцепление раковины с поверхностью влажных растений. В пользу этой гипотезы говорит меньшее количество волосков у представителей рода Trochulus, обитающих в более сухих условиях. Trochulus hispidus — не единственный представитель семейства Гигромииды, имеющий волоски; у представителей иных семейств эта особенность также встречается.

## Ареал
Европейский вид; наиболее распространён в Средней и Восточной Европе; в Южной отмечен на территории Испании. К западу встречается до Атлантики, к северу — до 60° северной широты (иногда севернее, вплоть до Полярного круга), к востоку — до Урала, к югу — в основном до 50° северной широты (иногда значительно южнее). В большинстве мест обитания обычный, широко распространённый вид. Редок в Болгарии.

## Экология
Может населять разные биотопы, предпочитая не слишком сухие и затенённые.
Часто встречается в лесах, за исключением чисто хвойных. Может обитать в кустарниках, на земле (в подстилке, под валежником или камнями), в зарослях крапивы близ водоёмов; реже встречается на лугах. Обычен в антропогенной среде, в том числе на заросших мхом стенах и в развалинах, а также на обочинах дорог. В Альпах и Пиренеях встречается на высоте вплоть до 2300 м, но обычно не выше 1600.

## Размножение
Гермафродиты; при размножении задействуют любовные стрелы. Яйца (от 15 до 40 в кладке) откладывают под листьями или на земле с апреля по сентябрь. Молодь вылупляется через 18-25 суток и достигает зрелости к концу следующего года.